# Atomega
Atomega – wietnamski zespół heavymetalowy założony w 1993. Tematyka bazowała na celu ludzkiego życia, miłości i wolności. Aktualnie zespół jest rozwiązany.

## Ostatni skład zespołu
- Quang Thắng – wokal, gitary
- Bửu Minh – gitary
- Hoàng Vũ – keyboard
- Ngọc Tuấn – bas
- Đức Huy – perkusja

## Dyskografia
- Đất Mẹ (1997)